# 山柑科
山柑科也叫白花菜科，共有25属约650种，广泛分布在全球暖温带和热带地区，中国有4属约20餘種，分布南方各地。
本科植物为乔木、灌木、藤本，少数为草本，和醉蝶花科相似。
1981年的克朗奎斯特分类法将山柑科列在白花菜目中，1998年根据基因亲缘关系分类的APG 分类法和2003年经过修订的APG II 分类法将其和醉蝶花科都列在十字花科中，但2006年8月22日新修订的结果是和醉蝶花科都单独分出成为独立的科，放到十字花目中。

## 属
- Apophyllum
- Bachmannia
- Belencita
- 节蒴木属 Borthwickia(或分类在节蒴木科)
- Boscia
- Buchholzia
- Cadaba
- 山柑属 Capparis
- Cladostemon
- 鱼木属 Crateva
- Dactylaena
- Euadenia
- Forchhammeria
- Maerua
- Morisonia
- Neothorelia
- Podandrogyne
- Poilanedora
- Ritchiea
- Steriphoma
- 斑果藤属 Stixis
- Thilachium
- Tirania